# Обеля
Вижте пояснителната страница за други значения на Обеля.
„Обеля“ е историческо село и квартал в София, България. Разположен е в северозападната част на града и влиза в състава на район Връбница на Столична община. Граничи с жилищните комплекси „Обеля 2“ на североизток и „Обеля 1“ на югоизток, с промишлената зона „Модерно предградие“ на югозапад и с невключени в определен квартал земеделски земи на северозапад.
Кварталът е застроен предимно с големи еднофамилни къщи.

## История
На територията на днешния квартал Обеля е разкрита една от големите римски извънградски вили. Тя включва скромна, но добре организирана жилищна част, и мащабни стопански постройки, ограждащи изцяло четириъгълен вътрешен двор. Вилата е опожарена и изоставена при походите на хуните на Атила през 441 – 447 година.
Обеля се присъединява към столицата като квартал през 1961 г. с приемането на Закона за общия градоустройствен план на гр. София.
Църквата в кв. „Обеля“ – „Успение Богородично“ е построена от дебърския майстор Георги Новаков Джонгар. Иконостасът на храма е дело на дебърски майстори от рода Филипови. На 7 януари 2008 година епископ Йоан Знеполски освещава новия храм „Свети Йоан Кръстител“, построен до „Успение Богородично“.

## Образование и здравеопазване
В квартала са разположени ЧСУ „Дружба“, 140 СОУ, 62 ОУ „Христо Ботев“, 41 ОДЗ „Адам Мицкевич“, ЧДГ „Арлекино“, ДГ 138 „Приятели“ и читалище „Просвета“.

## Градски транспорт
Квартал „Обеля“ се обслужва от:
- Автобусни линии № 26, 30, 31, 81 и 150
- Трамвайна линия № 6
- Метростанция „Обеля“

## Улици и произход на имената им
| Път                     | Наречен на                                   | Местоположение |
| ----------------------- | -------------------------------------------- | -------------- |
| „10-та“                 | –                                            | Карта          |
| „102-ра“                | –                                            | Карта          |
| „11-та“                 | –                                            | Карта          |
| „12-та“                 | –                                            | Карта          |
| „13-та“                 | –                                            | Карта          |
| „14-та“                 | –                                            | Карта          |
| „15-та“                 | –                                            | Карта          |
| „16-та“                 | –                                            | Карта          |
| „17-та“                 | –                                            | Карта          |
| „18-та“                 | –                                            | Карта          |
| „19-та“                 | –                                            | Карта          |
| „2“                     | –                                            | Карта          |
| „20-та“                 | –                                            | Карта          |
| „21-ва“                 | –                                            | Карта          |
| „24-та“                 | –                                            | Карта          |
| „3-та“                  | –                                            | Карта          |
| „4-та“                  | –                                            | Карта          |
| „5-та“                  | –                                            | Карта          |
| „6-та“                  | –                                            | Карта          |
| „7-ма“                  | –                                            | Карта          |
| „8-ма“                  | –                                            | Карта          |
| „9-та“                  | –                                            | Карта          |
| „Акад. Дмитрий Лихачов“ | Дмитрий Лихачов (1906 – 1999), руски филолог | Карта          |
| „Асенов мост“           | ?                                            | Карта          |
| „Ефрем Чучков“          | Ефрем Чучков (1870 – 1923), революционер     | Карта          |
| „Извор“                 | Извор, хидроложки обект                      | Карта          |
| „Рила“                  | Рила, планина в Югозападна България          | Карта          |
| „Странджата“            | Герой от Вазовата творба "Немили-Недраги"    | Карта          |

## Други
На Обеля са наречени улиците „Обеля“ в квартал „Разсадник-Коньовица“ (Карта) и „Обелски път“ в квартал „Обеля 2“ (Карта) в София.